# Gonzalo Martínez Corbalá
Gonzalo Martínez Corbalá (* 10. März 1928 in San Luis Potosí, Bundesstaat San Luis Potosí; † 15. Oktober 2017 in Mexiko-Stadt) war ein mexikanischer Diplomat und Politiker des Partido Revolucionario Institucional (PRI), der unter anderem zwischen 1972 und 1974 Botschafter in Chile, von 1980 bis 1982 Botschafter in Kuba, 1990 Präsident des Abgeordnetenhauses (Cámara de Diputados) sowie von 1991 bis 1992 kommissarischer Gouverneur des Bundesstaates San Luis Potosí war.

## Leben

### Studium, Abgeordneter und Botschafter in Chile
Gonzalo Martínez Corbalá, Sohn des Bauingenieurs Jesús Martínez Macías und dessen Ehefrau María Jesús de Corbalá, begann 1946 ein Studium im Fach Bauingenieurwesen an der Fakultät für Ingenieurwissenschaften der Nationalen Autonomen Universität von Mexiko (UNAM), welches er 1950 beendete. Ein postgraduales Studium der Politikwissenschaften an der Fakultät für Politik- und Sozialwissenschaften der UNAM schloss er 1963 mit einem Master ab. Innerhalb des Partido Revolucionario Institucional (PRI) war er 1963 Vorsitzender eines Stadtteils (Colonia) sowie eines Stadtbezirks (Delegacion) von Mexiko-Stadt. 
Am 1. September 1964 wurde er Mitglied des Abgeordnetenhauses (Cámara de Diputados), des Unterhauses des Kongresses der Union (Congreso General de los Estados Unidos Mexicanos), und vertrat in diesem bis zum 31. August 1967 den 22. Wahlbezirk des Bundesdistrikts (Distrito Federal) von Mexiko-Stadt. Er war in dieser 46. Legislaturperiode zeitweise Vorsitzender des Auswärtigen Ausschusses sowie Mitglied des Ausschusses für nationales Eigentum und Ressourcen, des Ausschusses für den Bundesdistrikt, des Ausschusses für öffentliche Arbeiten und öffentlichen Wohnungsbau. Zugleich war er 1965 Generaldelegierter der Nationalen Konföderation der Volksorganisationen CNOP (Confederación Nacional de Organizaciones Populares), eine Vereinigung innerhalb des PRI, für den Bundesstaat San Luis Potosí sowie Präsident des Regionalen Exekutivkomitees des PRI von Mexiko-Stadt. Als Abgeordneter hielt er 1966 eine Rede gegen den langjährigen Chef der Verwaltung des Bundesdistrikts und damit Bürgermeisters von Mexiko-Stadt Ernesto P. Uruchurtu, die zu öffentlichen Protesten gegen diesen und schließlich zu dessen Rücktritt führte. 1967 begann er seine Promotionsstudium an der Fakultät für Politik- und Sozialwissenschaften der UNAM, welches er 1969 mit einem Doktor der Philosophie (Ph.D.) beendete.

### Botschafter in Chile, Unterstaatssekretär und Botschafter in Kuba
Am 31. Juli 1972 wurde Martínez Corbalá Nachfolger von Ismael Moreno Pino als Botschafter in Chile und hatte diesen Botschafterposten formell bis zum 26. November 1974 inne. Er selbst fungierte daraufhin zwischen 1974 und 1975 als Sonderbotschafter für Südamerika sowie von 1975 bis 1976 als Generaldirektor des Industriekomplexes von Ciudad Sahagún.
1976 bewarb Martínez Corbalá sich erfolglos bei den Vorwahlen des PRI für die Kandidatur als Senator für San Luis Potosí. Danach trat er 1976 ins Ministerium für Kommunikation und Transport (Secretaría de Comunicaciones y Transportes) ein und war zunächst Unterstaatssekretär für nationales Eigentum sowie anschließend zwischen 1977 und 1980 Unterstaatssekretär für Eigentum und Wirtschaftsprüfung. Danach wurde er am 15. März 1980 als Nachfolger von Ernesto Madero Vázquez zum Botschafter in Kuba ernannt und übergab dort am 25. April 1980 seine Akkreditierung. Er verblieb auf diesem Posten bis zum 15. Mai 1982, woraufhin Rodolfo Echeverría Ruiz seine Nachfolge antrat.

### Senator und Präsident des Abgeordnetenhauses
Gonzalo Martínez Corbalá wurde am 1. September 1982 für eine sechsjährige Wahlzeit Mitglied des Senats (Senado de México), des Oberhauses des Kongresses der Union, dem er als Vertreter des Bundesstaates San Luis Potosí in der 52. und 53. Legislaturperiode bis zum 31. August 1988 angehörte.
Daraufhin wurde er am 1. September 1988 für den PRI wieder Mitglied des Abgeordnetenhauses und vertrat in diesem in der 54. Legislaturperiode bis zum 31. Dezember 1990 den 6. Wahlbezirk von San Luis Potosí. Während dieser Zeit war er Sekretär des Hauptausschusses sowie zwischen dem 1. und dem 30. November 1990 auch Präsident des Abgeordnetenhauses. Nach seinem Ausscheiden aus dem Parlament wurde er am 3. Januar 1991 Nachfolger von Emilio Gamboa Patrón als Generaldirektor des Instituts des Nationalen Wohnungsfonds für Arbeitnehmer INFONAVIT (Instituto del Fondo Nacional de la Vivienda para los Trabajadores) und verblieb in diesem Amt bis zum 10. Oktober 1991, woraufhin José Juan de Olloqui y Labastida ihn ablöste.

### Gouverneur von San Luis Potosí und Generaldirektor des ISSSTE
Am 11. Oktober 1991 wurde Gonzalo Martínez Corbalá als Nachfolger von Fausto Zapata kommissarischer Gouverneur des Bundesstaates San Luis Potosí und hatte diese Funktion ein Jahr lang bis zum 11. Oktober 1992 inne, woraufhin Teófilo Torres Corzo kommissarischer Gouverneur wurde.
Am 4. Januar 1993 übernahm er von Emilio Lozoya Thalmann den Posten als Generaldirektor des Instituts für soziale Sicherheit und Dienste für Staatsbedienstete ISSSTE (Instituto de Seguridad y Servicios Sociales de los Trabajadores del Estado) und behielt diesen bis zu seiner Ablösung durch Manuel Aguilera Gómez am 30. November 1994. Anschließend war er von 1994 bis 1999 noch Generalkoordinator der technischen Unterstützungseinheit im Ministerium für soziale Entwicklung (Secretaría de Desarrollo Social).
Martínez Corbalá, der wirtschaftliche Partnerschaft mit Cuauhtémoc Cárdenas Solórzano hatte und ein früher Förderer des späteren Präsidenten Carlos Salinas de Gortari war, engagierte sich zudem als Präsident der Ingenieurgesellschaft sowie als Präsident der Planungsgesellschaft Mexikos. Er war mit María Teresa Ulloa verheiratet.

## Veröffentlichungen
- Instantes de decisión. Chile, 1972–1973, 1998
- La historia que viví, 2003